# Kevin Richardson
Kevin Richardson (Newcastle, Anglaterra, 4 de desembre de 1962) és un exfutbolista anglès que jugava com a migcampista.

## Trajectòria
Richardson va entrar en l'Everton FC en categories inferiors el 1978, arribant al primer equip el 1980. Encara que no va arribar a ser un fix, va jugar un total de 113 partits marcant 13 gols, i assolint una Copa d'Anglaterra el 1984 i un títol de Lliga Anglesa el 1985.
La temporada 1986-1987 va jugar en el Watford, sent traspassat a l'Arsenal FC per a la següent campanya. Amb els londinencs va jugar 121 partits i va marcar 8 gols. Va assolir altra Lliga Anglesa la temporada 1988-1989. El 1990 és traspassat a la Reial Societat, etapa en la qual va jugar 37 partits de primera divisió, encara que sense acabar d'encaixar, per la qual cosa el següent any torna a Anglaterra, concretament l'Aston Villa.
A Birmingham es va convertir en capità i jugador bàsic en l'equip que va assolir el subcampionat de la FA Premier League el 1992-1993 i la Copa de la Lliga Anglesa el 1994 en una final davant del Manchester United FC. El 1995, Richardson fitxa pel Coventry City, començant el seu declivi que el duria a passar pel Southampton (any 1997), Barnsley FC i Blackpool, fins a retirar-se el 2000 després de descendir amb aquest últim equip a Tercera Divisió Anglesa.
Després de la seva retirada, va començar la seva carrera com a entrenador en les categories inferiors del Sunderland, passant després a ser ajudant de l'entrenador en l'Stockport County FC i finalment entrenador de nou en el Sunderland.

## Selecció
Ha estat internacional amb la selecció de futbol d'Anglaterra en una ocasió. El seu únic partit va ser el 17 de maig de 1994 en el partit amistós Anglaterra 5-0 Grècia.